# Carrer d'Hortolans (Montblanc)
El carrer d'Hortalans és ubicat dins del recinte emmurallat de Montblanc, a prop de la plaça Major. Les cases són de diverses èpoques des del segle xiii al xix. L' interès radica en els portades d'aquests edificis i la vista que es contempla de l'església de Santa Maria i el casal dels Josa.